# James Ramsay, 17. Earl of Dalhousie

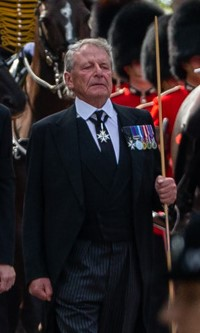
James Ramsay, 17. Earl of Dalhousie, 2022

James Hubert Ramsay, 17. Earl of Dalhousie, CStJ, DL (* 17. Januar 1948), ist ein britischer Peer, Investmentbanker und Hofbeamter.

## Familie
Er ist der älteste Sohn von Simon Ramsay, 16. Earl of Dalhousie und dessen Ehefrau Margaret Elisabeth Mary Stirling. Als Heir apparent seines Vaters führte er von 1950 bis 1999 den Höflichkeitstitel Lord Ramsay.
Seit dem 3. Oktober 1973 ist er mit Marilyn Davina Butter, der zweiten Tochter des früheren Lord Lieutenants von Perthshire und Perth and Kinross, Sir David Butter, verheiratet, mit der er einen Sohn und zwei Töchter hat.
Beim Tod seines Vaters im Juli 1999 erbte er dessen Adelstitel als 17. Earl of Dalhousie und die Chiefwürde des Clan Ramsay. Mit den Adelstiteln war damals auch ein erblicher Sitz im House of Lords verbunden. Jedoch wurde bereits im November 1999 mit Inkrafttreten des House of Lords Act 1999 die Erblichkeit von Parlamentssitzen abgeschafft und Ramsay schied aus dem Parlament aus.

## Ausbildung und beruflicher Werdegang
Seine schulische Bildung erhielt Ramsay am Ampleforth College, einer Privatschule in North Yorkshire. Zwischen 1968 und 1971 diente er als Second Lieutenant bei den Coldstream Guards und ist seit seinem Ausscheiden aus der Armee Reservist. In der Folgezeit hatte er mehrere Führungspositionen als Investmentbanker inne. So war er beispielsweise von 1981 bis 1982 Director der Hambros Bank, heute Teil der Société Générale, war 1982 bis 1987 Executive Director von Enskilda Securities und 1988 bis 1991 Executive Director von Capel-Cure Myers Capital Management. 2003 hatte Ramsay das öffentliche Amt des stellvertretenden Lord Lieutenant von Angus inne. In der Nachfolge von James Hamilton, 5. Duke of Abercorn, wurde Ramsay im Jahr 2009 zum Lord Steward of the Household ernannt. Er wurde in diesem Amt 2023 von Peter St. Clair-Erskine, 7. Earl of Rosslyn abgelöst.

## Soziales Engagement
Ramsay engagiert sich neben seiner beruflichen und politischen Tätigkeit auch für soziale Projekte. So setzte er sich als Präsident der British Deer Society für den Umweltschutz und als Mitglied der Mental Health Foundation für die gesundheitliche Aufklärung ein und ist Mitglied eines Vereins zum Erhalt der HMS Unicorn.

## Mitgliedschaften und Auszeichnungen
- Commander des Order of Saint John (CStJ, 2012)[4]
- Brigadier der Royal Company of Archers[3]
- Caledonian Club[2]